# Matorral

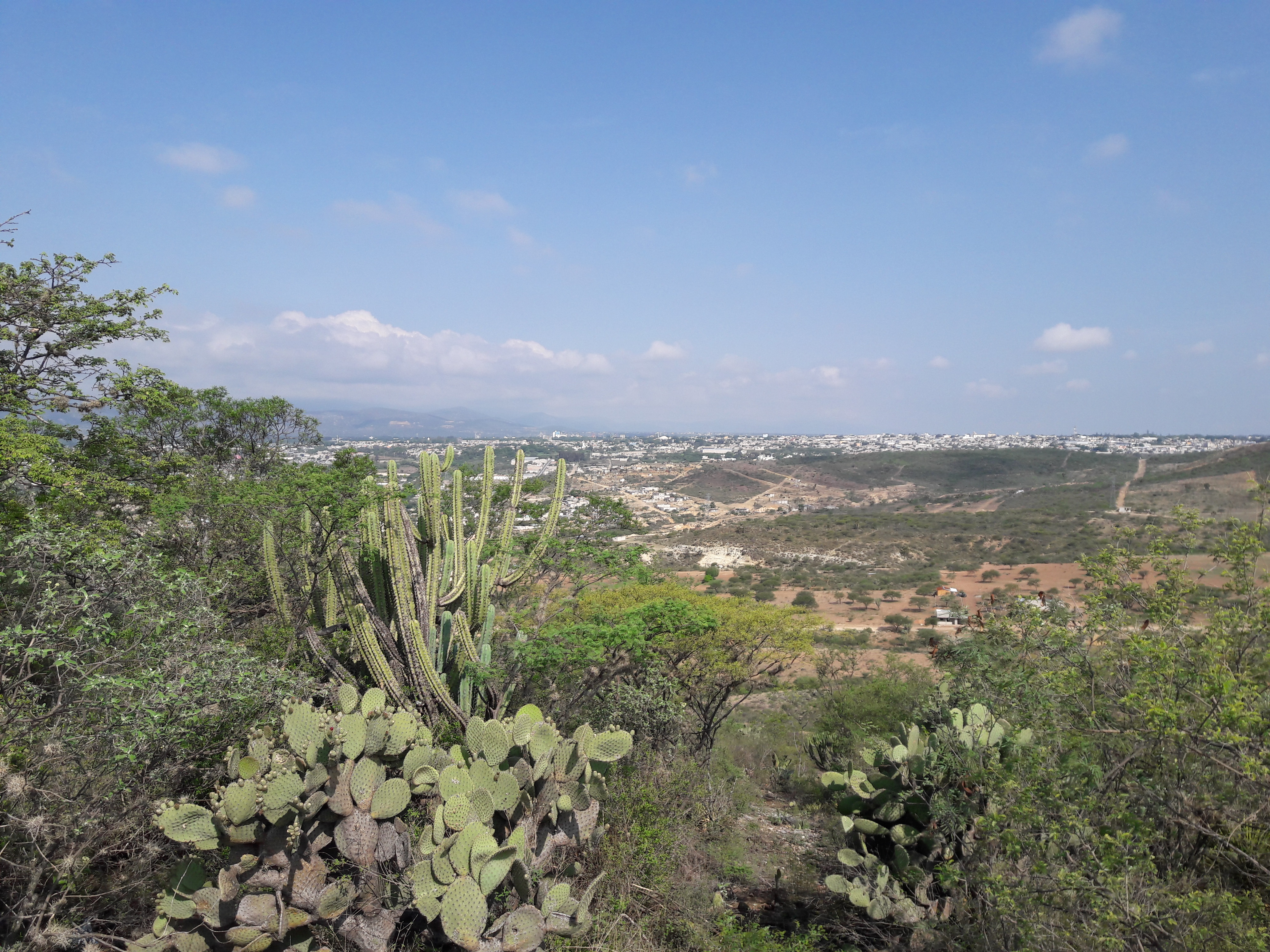
Mexický matorral s kaktusy

Matorral je španělské slovo, které označuje křoviny, houštiny nebo keře. Původně se vztahoval pouze na keřové a lesní porosty ve středomořských klimatických oblastech Španělska a dalších zemí Středomořské pánve. Dalšími běžnými obecnými názvy tohoto ekosystému křovinatých porostů ve Středomoří jsou ve Francii maquis a garrigue, v Itálii macchia mediterranea, v Řecku frygana a v Izraeli batha. V Portugalsku se termín mato nebo matagal používá pro křoviny nebo vřesoviště, které se vytvořily na kambrických a silurských břidlicích v severní a střední části Portugalska.
Po španělské kolonizaci Ameriky se termín matorral začal používat šířeji i pro označení xerických křovinatých ekosystémů v Mexiku, Chile a jinde. Portugalský termín mato byl importován do koloniální východní Jižní Ameriky, kde se používal pro označení velké oblasti křovin, savan a zaplavovaných pastvin zvané Mato Grosso v dnešní západní Brazílii.